# Luftkorridor
Als Luftkorridor (englisch air corridor) wurde im internationalen Luftverkehr der von Flugsicherungen vorgegebene, räumlich abgegrenzte imaginäre Luftverkehrsweg bezeichnet, bei dem eine Luftraumüberwachung stattfand und in dem vorgegebene Flughöhen für bestimmte Flugzeugtypen festgelegt waren.

## Allgemeines
Der Oberbegriff Luftverkehrsweg umfasst nach der Hierarchie Luftkorridor, Luftstraße, Organized Track System und Flugfläche. Ein Luftkorridor bestand deshalb aus mehreren Luftstraßen, eine Luftstraße kann mehrere Tracks enthalten, innerhalb einer Luftstraße gibt es mehrere Flugflächen. In der Flugnavigation spielt der Luftkorridor heute keine Rolle mehr.

## Bekanntheit

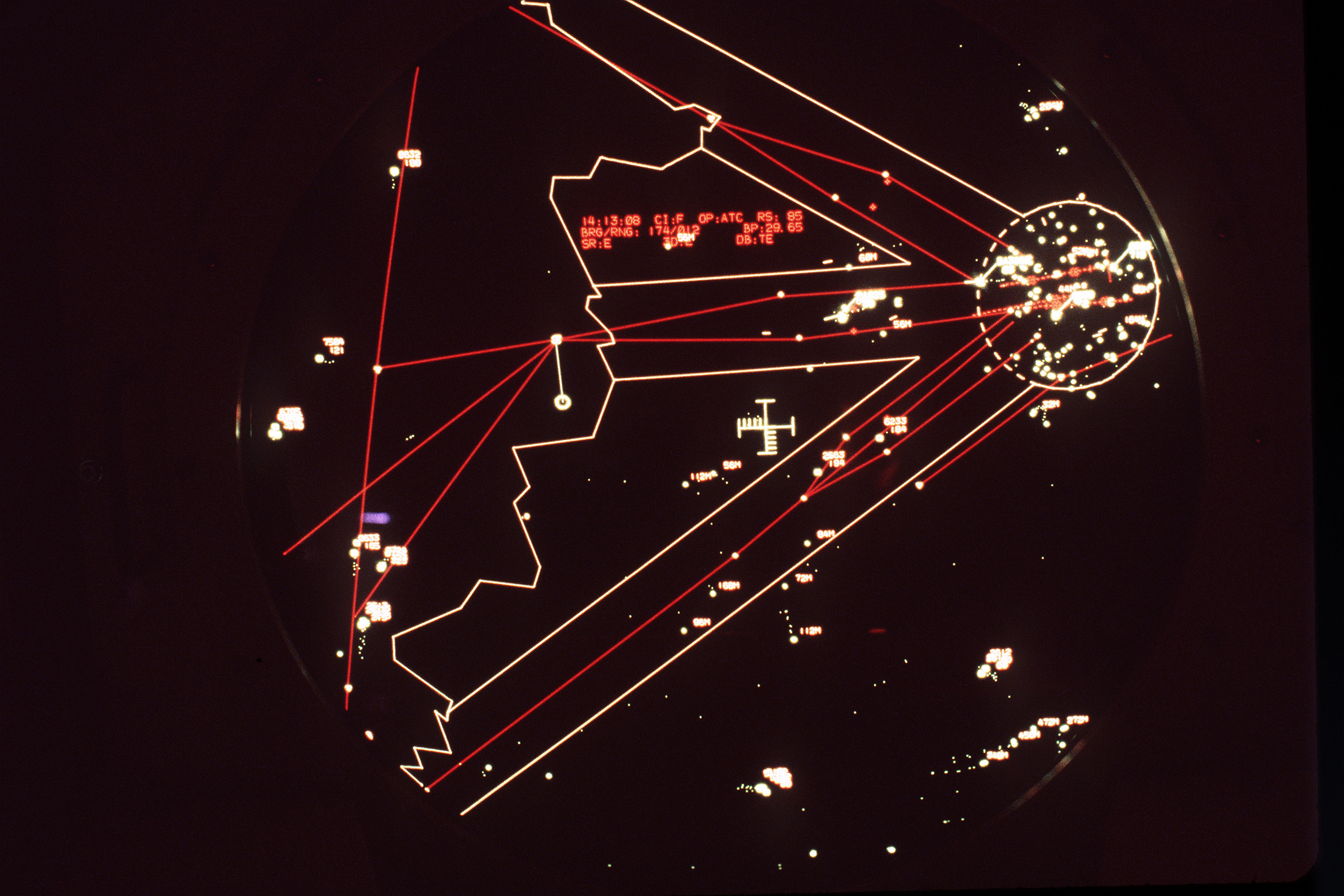
Display der Luftverkehrskontrolle durch die Luftsicherheitszentrale Berlin (1989): Innerhalb der drei Korridore verlaufen jeweils mehrere Luftstraßen (rote Linien)

Der Begriff des Luftkorridors erlangte in der Öffentlichkeit erstmals Bekanntheit, als im Januar 1946 die ersten kontrollierten Luftverkehrswege durch die Einrichtung von Luftkorridoren zwischen Westdeutschland und West-Berlin entstanden. Das Abkommen vom 31. Dezember 1945 über „Flugregeln für Flüge von Flugzeugen in Luftkorridoren in Deutschland und in der Berliner Kontrollzone“ zwischen den vier Alliierten erwähnte erstmals den Begriff des Luftkorridors. Rund 900 Flüge pro Tag drängten sich durch drei Luftkorridore. Die Radartechnik machte es den alliierten Fluglotsen möglich, die Flugzeuge eng hintereinander zu staffeln. Die Luftkorridore waren horizontal und vertikal im Abkommen begrenzt. Jeder Korridor hatte eine Breite von 20 Nautischen Meilen (rund 32 km) und eine maximale Höhe von 10.000 Fuß (rund 3.048 Meter).
Besondere Bedeutung erlangten die drei Korridore während der Berliner Luftbrücke zwischen Juni 1948 und Mai 1949 aus Anlass der Berlin-Blockade. Mit der Wende ab März 1990 und dem folgenden Zwei-plus-Vier-Vertrag vom März 1991 entfielen diese einzigen Luftkorridore.

## Heutige Bedeutung
Luftkorridore als eine Flugschneise über dem Hoheitsgebiet eines Staates (Lufthoheit), die von ausländischen Flugzeugen beachtet werden muss, haben heute keine Bedeutung mehr. Einzig die auf Luftfahrtkarten verzeichneten Luftstraßen sind, soweit sie über mehrere Staaten hinweg führen (Überflugrecht), international durch Abkommen über ICAO-Karten anerkannt.   